# Pitch (strip)
Dit overzicht is mogelijk incompleet; u kunt helpen door het uit te breiden.
Pitch is een Belgische stripreeks die geschreven en getekend is door Bart De Neve en uitgegeven door Het Volk N.V..

## Albums
| Nummer | Titel                  |
| ------ | ---------------------- |
| 1      | Pitch krijgt een zusje |
| 2      | Pitch gaat trouwen     |
| 3      | Pitch on the beach     |